# 스티브 T. 커비
스티븐 토마스 커비(Steven Thomas Kirby, 1952년 3월 26일 ~ )은 미국의 정치인이자, 제35대 사우스다코타주 부지사이다.

## 생애
커비는 애리조나 주립대학교에서 정치학 학사 학위를, 사우스다코타 대학교 로스쿨에서 법학 박사 학위를 취득했다. 그는 수잔 허스테드와 결혼하여 아들과 두 딸의 아버지가 되었다. 커비는 1977년부터 1992년까지 웨스턴 서큐리티 컴퍼니에서 기업 비서이자 선임 청구 변호사로 일했다. 1992년에 설립된 사우스다코타 최대 벤처 캐피탈 회사인 블루스템 캐피털 컴퍼니의 창립 파트너였다. 1993년부터 1995년까지 사우스다코타의 부지사를 역임한 커비는 2002년 사우스다코타 주지사 후보로 공화당 후보로 출마했다. 2002년 사우스다코타 주지사 선거에서 존 툰이 불출마를 선언한 후 출마했지만 마이크 라운드스에게 패배했다. 이 선거는 사우스다코타의 가장 큰 정치적 혼란 중 하나였다. 2001년 말까지만 해도 당시 하원의원이었던 툰이 후보 지명의 선두주자였다. 툰이 팀 존슨 상원의원에 도전하기 위해 경선을 포기하자 마크 바넷 주 법무장관과 커비는 빠르게 후보가 되었다. 라운드스는 2001년 12월 뒤늦게 출마를 선언했고, 두 후보 모두 10대 1로 앞서 나갔다. 그러나 커비와 바넷의 경쟁은 곧 매우 부정적이고 "더러워졌다"고 말했다. 바넷은 커비가 사우스다코타에 본사를 둔 회사에 투자하지 않고 기증된 인체에서 피부를 가공하고 제거하여 사용하는 회사인 콜라겐 시스에 관여하고 있다고 공격했다. 회사가 입술과 음경 개선 등 훨씬 더 수익성 있는 성형 수술을 위해 피부를 사용하고 있다는 사실이 밝혀졌을 때 화상 환자는 "성형외과 의사들이 피부를 많이 가지고 있음에도 불구하고 간호사가 상처를 덮기 위해 전국을 빗질하는 동안 병원에서 기다리고 있었다"고 말했다. 스캔들이 터진 후 커비는 회사에 투자했고, 바넷은 텔레비전 광고에서 그를 공격했다. 하지만 이 광고는 "사람들이 주장이 너무 과장되거나 완전히 조작되었다고 생각했기 때문"이라고 반박했다. 선두 주자들이 서로를 공격하는 데 집중하는 동안 라운드족은 적극적인 캠페인을 시작해야 한다고 주장하며 상대 후보의 공격을 받지 않았다. 라운드족의 긍정적인 이미지와 주 정부에 대한 폭넓은 지식은 선두 주자들에게 소외된 많은 지지자들을 끌어모았다. 예비선거 당일 라운드족은 44.3%의 놀라운 득표율로 바넷의 29.5%, 커비의 26.1%를 제쳤다. 커비는 2008년 미국 상원의원 선거 출마를 고려했지만 거절했다. 그는 현직 상원의원 팀 존슨이 은퇴한 후 2014년 상원의원 선거 출마를 고려했다고 말했다.

## 학력
- 애리조나 주립 대학교 이학사
- 사우스다코타 대학교 법학대학원 법무박사

## 경력
- 1993.04 ~ 1995.01 제34대 사우스다코타 부지사